# Chotča
Chotča (in ungherese Hocsa) è un comune della Slovacchia facente parte del distretto di Stropkov, nella regione di Prešov.